# Harvey Catchings
Harvey Lee Catchings (nacido el 2 de septiembre de 1951 en Jackson, Misisipi) es un exjugador de baloncesto estadounidense que jugó once temporadas en la NBA, y una más en la liga italiana. Con 2,06 metros de estatura, jugaba en la posición de ala-pívot. Es el padre de la jugadora de la WNBA Tamika Catchings.

## Trayectoria deportiva

### Universidad
Tras un año en el Weatherford Junior College, jugó durante tres temporadas con los Cowboys de la Universidad Hardin-Simmmons, en las que promedió 16,7 puntos y 11,1 rebotes por partido.

### Profesional
Fue elegido en la cuadragésimo segunda posición del Draft de la NBA de 1974 por Philadelphia 76ers, y también por los Carolina Cougars en el Draft de la ABA, fichando finalmente por los primeros. Allí jugó cuatro temporadas como suplente de George McGinnis, llegando a disputar las Finales de 1977 en las que cayeron ante Portland Trail Blazers. Especialista en tapones, en la temporada 1975-76 acabó como cuarto mejor taponador de la liga, sólo superado por Kareem Abdul-Jabbar, Elmore Smith y Elvin Hayes.
Con la temporada 1978-79 ya comenzada, fue traspasado junto con Ralph Simpson a los New Jersey Nets a cambio de Eric Money y Al Skinner. En su nuevo equipo contó con más minutos, acabando la temporada con unos promedios de 6,1 puntos y 6,4 rebotes por partido. Al año siguiente fue traspasado a Milwaukee Bucks a cambio de John Gianelli. En sus dos primeras temporadas volvió a aparecer entre los 10 mejores taponadores de la liga, en ambas ocasiones en la sexta posición. Jugó con los Bucks hasta que en la temporada 1984-85 fue traspasado a Los Angeles Clippers junto con Junior Bridgeman y Marques Johnson a cambio de Terry Cummings, Craig Hodges y Ricky Pierce. Allí jugó su última temporada en la NBA, siendo titular en 15 partidos y acabando la misma con 2,9 puntos y 3,7 rebotes por partido.
Antes de retirarse jugó nueve partidos con la Segafredo Gorizia de la liga italiana, en los que promedió 9,7 puntos y 11,3 rebotes.

## Estadísticas de su carrera en la NBA

### Temporada regular
| Año     | Equipo       | PJ  | PT | MPP  | %TC  | %3P  | %TL  | RPP | APP | ROB | TPP | PPP |
| ------- | ------------ | --- | -- | ---- | ---- | ---- | ---- | --- | --- | --- | --- | --- |
| 1974–75 | Philadelphia | 37  | –  | 14.3 | .554 | –    | .640 | 4.1 | .6  | .3  | 1.6 | 2.6 |
| 1975–76 | Philadelphia | 75  | –  | 23.1 | .426 | –    | .604 | 6.9 | .8  | .3  | 2.2 | 3.5 |
| 1976–77 | Philadelphia | 53  | 25 | 16.3 | .504 | –    | .702 | 4.4 | .6  | .4  | 1.5 | 3.0 |
| 1977–78 | Philadelphia | 61  | 2  | 12.3 | .393 | –    | .618 | 4.1 | .6  | .3  | 1.1 | 2.9 |
| 1978–79 | Philadelphia | 25  | 4  | 11.6 | .412 | –    | .765 | 3.9 | .7  | .3  | 1.4 | 2.8 |
| 1978–79 | New Jersey   | 32  | –  | 20.6 | .423 | –    | .770 | 6.4 | .9  | .5  | 1.8 | 6.1 |
| 1979–80 | Milwaukee    | 72  | –  | 19.0 | .398 | .000 | .629 | 5.7 | 1.1 | .3  | 2.3 | 3.2 |
| 1980–81 | Milwaukee    | 77  | –  | 21.2 | .447 | .000 | .641 | 6.1 | 1.3 | .4  | 2.4 | 4.2 |
| 1981–82 | Milwaukee    | 80  | 9  | 20.0 | .420 | .000 | .594 | 4.5 | 1.2 | .5  | 1.7 | 2.9 |
| 1982–83 | Milwaukee    | 74  | 33 | 21.0 | .457 | .000 | .674 | 5.5 | 1.0 | .4  | 2.0 | 3.3 |
| 1983–84 | Milwaukee    | 69  | 3  | 16.8 | .399 | .000 | .524 | 3.9 | .6  | .4  | 1.2 | 2.1 |
| 1984–85 | Los Angeles  | 70  | 14 | 15.0 | .483 | .000 | .663 | 3.7 | .2  | .2  | .8  | 2.9 |
| Total   | Total        | 725 | 90 | 18.2 | .435 | .000 | .647 | 5.0 | .8  | .4  | 1.7 | 3.2 |

### Playoffs
| Año     | Equipo       | PJ | PT | MPP  | %TC  | %3P  | %TL   | RPP | APP | ROB | TPP | PPP |
| ------- | ------------ | -- | -- | ---- | ---- | ---- | ----- | --- | --- | --- | --- | --- |
| 1975–76 | Philadelphia | 3  | –  | 29.0 | .615 | –    | .333  | 9.3 | 2.0 | .0  | 3.0 | 5.7 |
| 1976–77 | Philadelphia | 8  | –  | 6.8  | .400 | –    | .000  | 1.5 | .1  | .0  | .5  | .5  |
| 1977–78 | Philadelphia | 7  | –  | 3.7  | .375 | –    | .750  | 1.3 | .0  | .1  | .4  | 1.3 |
| 1978–79 | New Jersey   | 2  | –  | 13.0 | .167 | –    | .000  | 4.0 | .5  | .0  | .5  | 1.0 |
| 1979–80 | Milwaukee    | 6  | –  | 10.7 | .333 | .000 | .500  | 3.5 | .3  | .0  | 1.3 | 1.0 |
| 1980–81 | Milwaukee    | 7  | –  | 15.6 | .188 | .000 | 1.000 | 3.7 | 1.1 | .0  | 1.6 | 1.1 |
| 1981–82 | Milwaukee    | 6  | –  | 4.3  | .667 | .000 | .000  | 1.2 | .0  | .0  | .5  | .7  |
| 1982–83 | Milwaukee    | 9  | –  | 15.4 | .474 | .000 | 1.000 | 4.2 | .4  | .2  | 1.1 | 2.3 |
| 1983–84 | Milwaukee    | 5  | –  | 5.0  | .500 | .000 | .500  | 1.0 | .2  | .0  | .0  | .6  |
| Total   | Total        | 53 | –  | 10.5 | .397 | .000 | .500  | 2.9 | .4  | .1  | .9  | 1.4 |